# Sundbykredsen
Sundbykredsen var i 1920-2007 en opstillingskreds i Søndre Storkreds. Kredsen blev nedlagt i 2007, og afstemningsområderne indgår fremover som dele af to nye opstillingskredse (Sundbyøsterkredsen og Sundbyvesterkredsen) i Københavns Storkreds. Der er enkelte justeringer (på karré-niveau) i afstemningsområdernes udstrækning i de nordlige ender.
Den 8. februar 2005 var der 26.188 stemmeberettigede vælgere i kredsen.
Kredsen rummede flg. kommuner og valgsteder:

Pilene angiver hvilke nye kredse aftemningsområderne indgår i fra 2007
- Del af Københavns Kommune
  - 4. Sundby → 4. Sundbyøsterkredsen
  - 4. Vest → 2. Sundbyvesterkredsen
  - 4. Øst → 4. Sundbyøsterkredsen